# Castello di Corenno Plinio
Il castello di Corenno Plinio noto anche come castello Andreani è un castello sito nel comune di Dervio, nella frazione di Corenno Plinio. Di forma quadrangolare, ebbe funzioni difensive e di avvistamento.

## Storia
Secondo alcuni storici Corenno era già sede di strategiche fortificazioni in età romana, che poi persero nel tempo importanza. La prima citazione attestata di una fortezza nella città di Corenno è del 1040, anno in cui la Repubblica delle Tre Pievi assedia e conquista la città di Corenno e il suo castello, dove erano rifugiati gli abitanti del contado. Proprio al tempo del borgo di età comunale risale la parte inferiore della torre quadrata che si trova nell'angolo nord-orientale delle mura.
Dal 1363 al 1370 il castello venne ristrutturato e assunse la sua attuale forma. Invece negli statuti di Dervio del 1389 vi è la prima attestazione della famiglia degli Andreani come castellani, secondo altre fonti il castello fu donato nel 1277 dall'arcivescovo di Milano agli Andreani. Queste ultime sarebbero coerenti che vorrebbe un Lorenzo Sormani-Andreani già proprietario del castello nel già citato periodo 1363-1370. 
Il duca di Milano Gian Galeazzo Visconti nel 1396 fece occupare il castello di Corenno con la scusa delle lotte tra guelfi e ghibellini, ma in realtà per impossessarsi del territorio circostante. Tra il 1524 e il 1527 Gian Giacomo Medici occuperà diverse fortificazioni sul lago, compreso il castello di Corenno, ma successivamente rese al ducato di Milano.
Il occasione del passaggio dei Lanzichenecchi sulla sponda orientale del Lario nel 1629 il castello venne saccheggiato come molti altri luoghi. Nel 1635, all'interno delle guerre venete, il castello passò in mano a una compagnia di spagnoli per un breve periodo; in seguito il castello fu subito ristrutturato rimanendo in mano agli Andreani.
Nel settecento il castello perse definitivamente ogni funzione difensiva e lo spazio interno fu occupato da una vigna.
Nel 1830-1831 il fossato fu colmato per permettere la costruzione dell'attuale strada provinciale tra Lecco e Colico. La darsena del castello fu progettata da Luigi Cagnola.
Stando alle informazioni riportate da Santo Monti a commento degli atti delle visite pastorali di Feliciano Ninguarda, nel 1895 il castello sarebbe stato ancora di proprietà della famiglia Sormani-Andreani.

## Descrizione
Il castello ha posizione strategica in quanto proteggeva l'accesso del lago dalla Valtellina e dalla Valchiavenna. Il castello ha piccole dimensioni e forma quadrangolare irregolare, con l'accesso a sud protetto da una torre a vela affacciata verso il lago e con un'altra torre quadrata a monte con funzioni di avvistamento.
Il castello poggia sulla roccia e ha mura con merli a coda di rondine e strette feritoie per l'uso delle balestre, anche le sommità delle torri potevano essere allestite per la difesa tramite il lancio di proiettili.
La fortificazione costituisce un castello recinto. Di pianta irregolare, le mura sono costruite con tecniche varie tra cui l'opera quadrata e la opera spicata, anche i materiali sono vari, ma tutti del territorio circostante. Ciò denota un'evoluzione strutturale del castello durante i secoli.
Nella cinta muraria presenta s'innestano le due torri. È stato anche ipotizzato che la torre a monte non sia della stessa epoca, ma risalente all'XI secolo: appare di diversa fattura rispetto al resto della struttura e non è ben inserita nella pianta del castello; un altro elemento è la mancanza di aperture per le balestre, sostituite da quelle per gli arcieri. Essa potrebbe essere parte delle antiche fortificazioni di età comunale, poi inglobate da strutture successive.

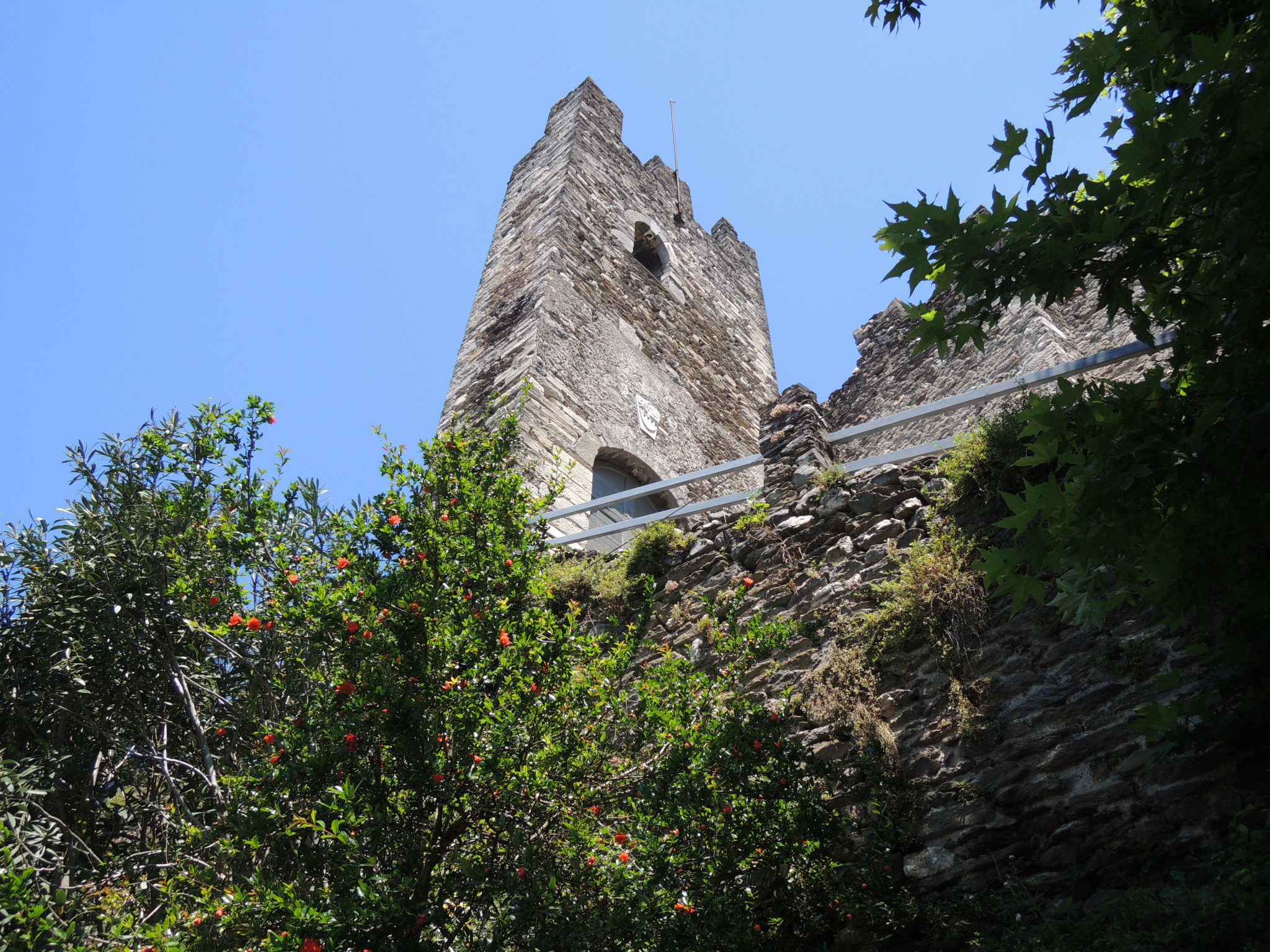
Torre a lago con portale d'ingresso
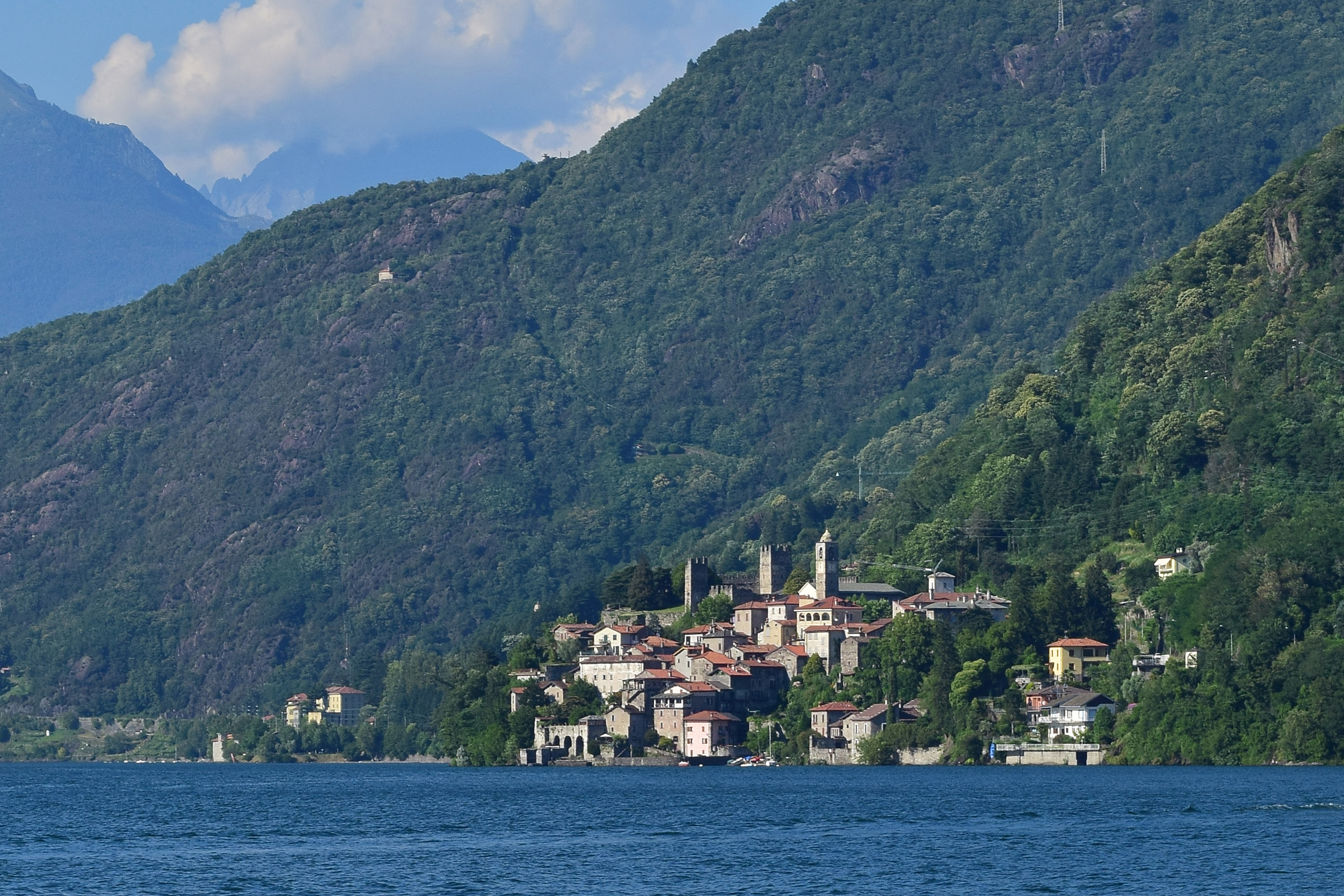
Vista di Corenno Plinio sovrastato dal castello
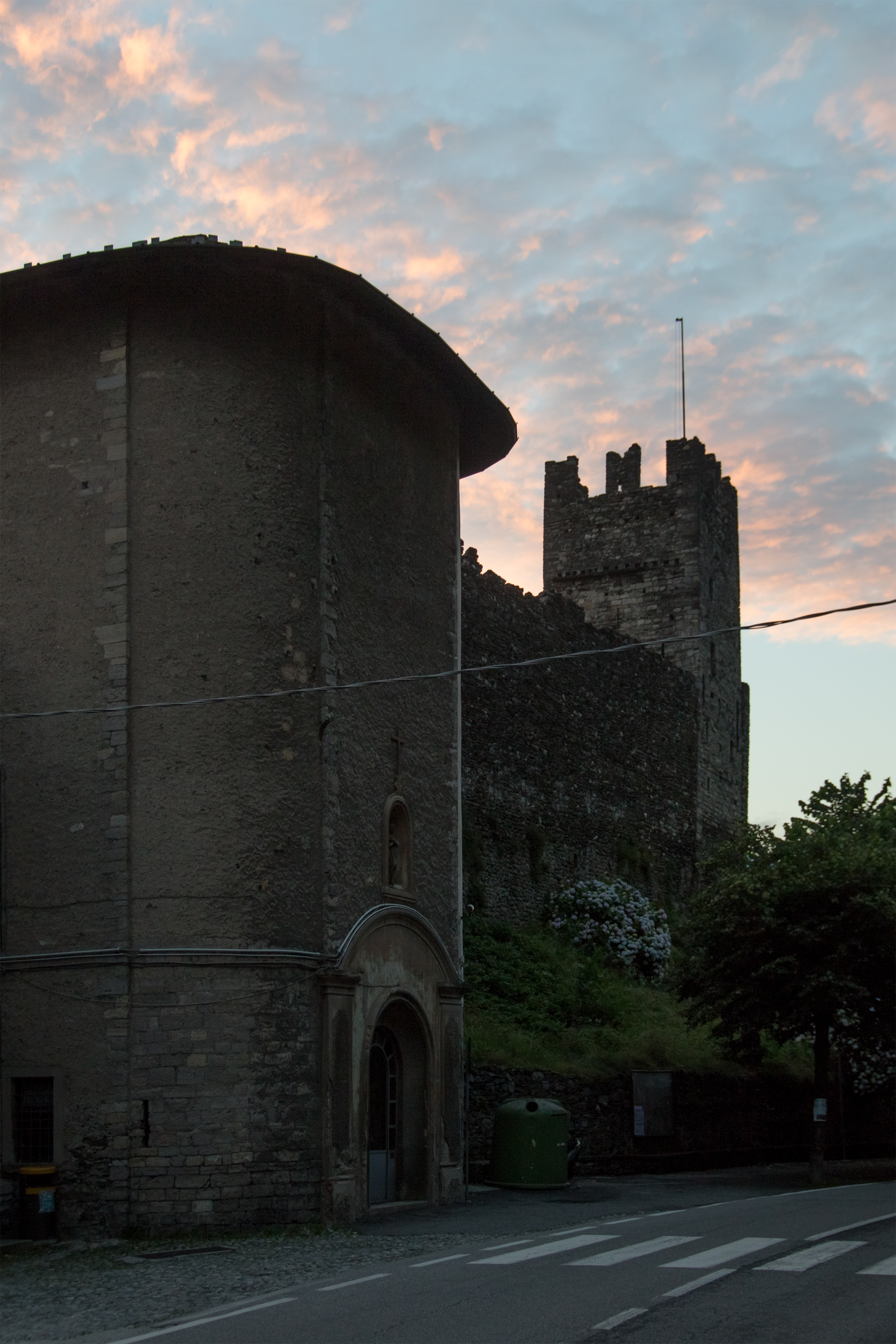
Vista della torre a monte

## Collegamenti
- Chiesa di San Tommaso di Canterbury (Dervio)